# Gary Stephan
Gary Stephan (* 1942 Brooklyn) je americký malíř a sochař. Studoval industriální design na Parsonsově škole designu a Prattově institutu. Roku 1965 se odstěhoval do San Francisca, kde v roce 1967 absolvoval Sanfranciský umělecký institut. Po návratu do New Yorku působil jako asistent Jaspera Johnse. Vystavuje jak v USA, tak i v Evropě. Vystavovat začal koncem šedesátých let. Jeho dílo bylo vystavováno například v Drawing Center, Metropolitním muzeu umění, Muzeu amerického umění Whitneyové a Aldrichově muzeu současného umění.